# 庙岭山石窟
庙岭山石窟，位于山西省晋中市榆社县城西南5公里庙岭山寺沟，是中华人民共和国山西省文物保护单位之一。
1965年5月24日，授予山西省文物保护单位，是一座石窟寺及石刻。